# Aethionectes apicalis
Aethionectes apicalis är en skalbaggsart som först beskrevs av Karl Henrik Boheman 1848.  Aethionectes apicalis ingår i släktet Aethionectes och familjen dykare. Inga underarter finns listade i Catalogue of Life.